# Associazione Calcio Treviso 1963-1964
Questa voce raccoglie le informazioni riguardanti l'Associazione Calcio Treviso nelle competizioni ufficiali della stagione 1963-1964.

## Rosa
| N. |                   | Ruolo | Calciatore          |
| -- | ----------------- | ----- | ------------------- |
|    | Italia (bandiera) |       | Alfieri             |
|    | Italia (bandiera) | C     | Giorgio Baldo       |
|    | Italia (bandiera) | C     | Giovanni Dal Pozzo  |
|    | Italia (bandiera) | C     | Luciano D'Andrea    |
|    | Italia (bandiera) | P     | Aldo De Piccoli     |
|    | Italia (bandiera) |       | Del Bianco          |
|    | Italia (bandiera) | A     | Serafino Urban      |
|    | Italia (bandiera) | A     | Guido Macor         |
|    | Italia (bandiera) | C     | Nerio Magrini       |
|    | Italia (bandiera) | D     | Luciano Mingardi    |
|    | Italia (bandiera) | C     | Roberto Panisi      |
|    | Italia (bandiera) | C     | Maurizio Pellaccini |

| N. |                   | Ruolo | Calciatore           |  |
| -- | ----------------- | ----- | -------------------- |  |
|    | Italia (bandiera) | C     | Mario Santagati      |  |
|    | Italia (bandiera) | C     | Eddi Sartori         |  |
|    | Italia (bandiera) | D     | Aldo Secco           |  |
|    | Italia (bandiera) | D     | Alessandro Sirena    |  |
|    | Italia (bandiera) | D     | Paolo Sirena         |  |
|    | Italia (bandiera) | C     | Gennaro Spangaro     |  |
|    | Italia (bandiera) | A     | Serafino Urban       |  |
|    | Italia (bandiera) | A     | Giorgio Valentinuzzi |  |
|    | Italia (bandiera) | C     | Francesco Volpato    |  |
|    | Italia (bandiera) | P     | Giusto Paolo Zabeo   |  |
|    | Italia (bandiera) | A     | William Zagatti      |  |